# 拉加柳
拉加柳（学名：Salix rockii）为杨柳科柳属的植物，是中国的特有植物。分布在中国大陆的甘肃、青海等地，生长于海拔2,820米至4,400米的地区，多生长在沟边、山坡或云杉林中，目前尚未由人工引种栽培。

## 异名
- Salix rockii Gorz f. biglandulosa C. F. Fang